# Na lesní horce
Na lesní horce este o arie protejată (arie specială de conservare — SAC, sit de importanță comunitară — SCI) din Republica Cehă întinsă pe o suprafață de 1,76 ha, integral pe uscat.

## Localizare
Centrul sitului Na lesní horce este situat la coordonatele 49°18′10″N 16°28′37″E / 49.302778°N 16.476944°E.

## Înființare
Situl Na lesní horce a fost declarat sit de importanță comunitară în aprilie 2005 pentru a proteja 1 specie de plante. Situl a fost protejat și ca arie specială de conservare în iulie 2012.

## Biodiversitate
Situată în ecoregiunea continentală, aria protejată nu include niciun habitat protejat.
La baza desemnării sitului se află o specie protejată de  plante: sisinei (Pulsatilla grandis).